# Mylochromis
Mylochromis là một chi haplochromine cichlids là đặc hữu của hồ Malawi ở miền đông châu Phi.
Nó gồm các loài:
- Mylochromis anaphyrmus
- Mylochromis balteatus
- Mylochromis chekopae Turner & Howarth, 2001
- Mylochromis ensatus Turner & Howarth, 2001
- Mylochromis epichorialis (Trewavas, 1935)
- Mylochromis ericotaenia
- Mylochromis formosus
- Mylochromis gracilis – "Torpedostripe Haplochromis"
- Mylochromis guentheri
- Mylochromis incola – Golden Mola Hap
- Mylochromis labidodon
- Mylochromis lateristriga – Basket Hap
- Mylochromis melanonotus – Yellow Black Line Hap
- Mylochromis melanotaenia
- Mylochromis mola – Mola Hap
- Mylochromis mollis – Softy Hap
- Mylochromis obtusus
- Mylochromis plagiotaenia
- Mylochromis semipalatus
- Mylochromis sphaerodon – Roundtooth Hap
- Mylochromis spilostichus